# Біберовичева Іванна Антонівна
Іванна Антонівна Коралевич (30 грудня 1858, с. Фалиш, нині Моршинської міської територіальної громади Стрийського району Львівської області — 7 вересня 1937, м. Коломия, нині Івано-Франківська область), у шлюбі Біберовичева — українська акторка (сценічний псевдонім до 1879 — Ляновська). Дружина Івана Біберовича, мати Ярослава Біберовича і Володислава Біберовича, сестра Михайла Коралевича. 

## Життєпис
Народилася в сім’ї церковного художника і різьбяра Антона Коралевича та Магдалени Душинської у с. Фалиш Стрийського повіту 30 грудня 1858 р. (енциклопедичні видання помилково подають її рік народження 1861 р., помилку виявив і виправив у 2011 р. Р. Горак на підставі метричної книги с. Фалиш).
У підлітковому віці втратила батьків і 1874 р. вступила до Руського народного театру товариства «Руська бесіда», актором якого був її брат і опікун Михайло Коралевич. 1879 р. одружилася з актором цього театру Іваном Біберовичем і 1880 р. разом з ним перейшла до приватної трупи О. Бачинського. Упродовж 1881 – 1892 років виступала в трупі Руського народного театру товариства «Руська бесіда», а упродовж 1896 – 189 років виступала на його сцені епізодично.
На початку своєї сценічної кар’єри орієнтувалася переважно на виконання ролей ліричного плану: Наталка («Наталка Полтавка» І. Котляревського), Цора («Довбуш» Ю. Федьковича), Маруся («Гаркуша» О. Стороженка), Катерина «Гнат Приблуда» С. Воробкевича), Галя («Назар Стодоля» Т. Шевченка), Параня («Верховинці» Ю. Коженьовського). Після вдосконалення акторської майстерності найбільшу славу їй принесли ролі трагедійної героїні: Луїза («Підступність і кохання» Ф. Шиллера), Адрієнна Лекуврер («Адрієнна Лекуврер» Е. Скріба), Катерина («Гроза» О. Островського), Клара («Власник гут» Ж. Оне). Успішно виконувала головні ролі в національних історичних трагедіях: Рогніда («Ярополк Перший Святославич, великий князь київський» К. Устияновича), Рута («Олег Святославич Овруцький» К. Устияновича), Маруся («Павло Полуботок» Ос. Барвінського), Настася Чагрівна («Настася» В. Ільницького). Відзначилася акторка також майстерним виконанням героїнь творів нової української соціальної драматургії: Софія, Харитина («Безталанна», «Наймичка» І. Карпенка-Карого), Катря («Не судилось» М. Старицького), Наталя («Лимерівна» Панаса Мирного), Олена («Глитай, або ж Павук» М. Кропивницького).
Після переїзду 1894 р. на постійне проживання до Коломиї виступала у виставах місцевих аматорських гуртків «Першого літературно-драматичного товариства імені Г. Квітки-Основ'яненка» і «Руського жіночого кружка у Коломиї».
Померла 7 вересня 1937 р. в Коломиї, похована на цвинтарі "Монастирок".

## Вшанування пам'яті
Заслуги І. Біберовичевої відзначено українськими театрознавцями: про неї писали С. Чарнецький,  Б. Лепкий,  Василь Лукич (В. Левицький),  Є. Олесницький. Шанувальником таланту акторки був І. Франко: в написаній у 1885 р. статті «Руський театр в Галичині» письменник називав її в числі артистів, котрі «займають видні місця на нашій сцені», високо ним було оцінено гру артистки в театральних рецензіях, опублікованих в українській і польській галицькій періодиці.
7 березня  1937 р. в залі коломийської  «Каси ощадності» відбувся  ювілейний вечір з ушанування 75-ліття І. Біберовичевої, в програмі якого театр «Заграва» показав виставу за п’єсою М.Старицького «Ой, не ходи Грицю» (режисер В. Блавацький), а реферат про творчий шлях артистки виголосив Г. Лужницький. У 1987 р. в Коломийському районному будинку культури  відбувся ювілейний вечір до 125-річчя з дня народження  І. Біберовичевої за участю народного самодіяльного театру з виставою  драми І. Карпенка-Карого «Безталанна» (режисер В. Дячук). У 2011 р. у с. Фалиші на Стрийщині, в рідному селі артистки, встановлено меморіальну таблицю, а 2013 р. до 155-річчя з дня народження артистки було організовано ювілейну виставку у Львівському національному літературно-меморіальному музеї Івана Франка.
Іменем подружжя Івана та Іванни Біберовичів названо вулицю в Коломиї (1990), а іменем Іванни Біберовичевої названо вулиці в с. Фалиш та в м. Стрию (2009).